# Huacachina
Huacachina è un villaggio del Perù, situato nella regione e provincia di Ica, in prossimità della città di Ica. 
Situata intorno a un lago artificiale 
nel deserto e circondata da dune sabbiose, è una destinazione popolare per il sandboarding e le corse di dune buggy.

## Galleria d'immagini

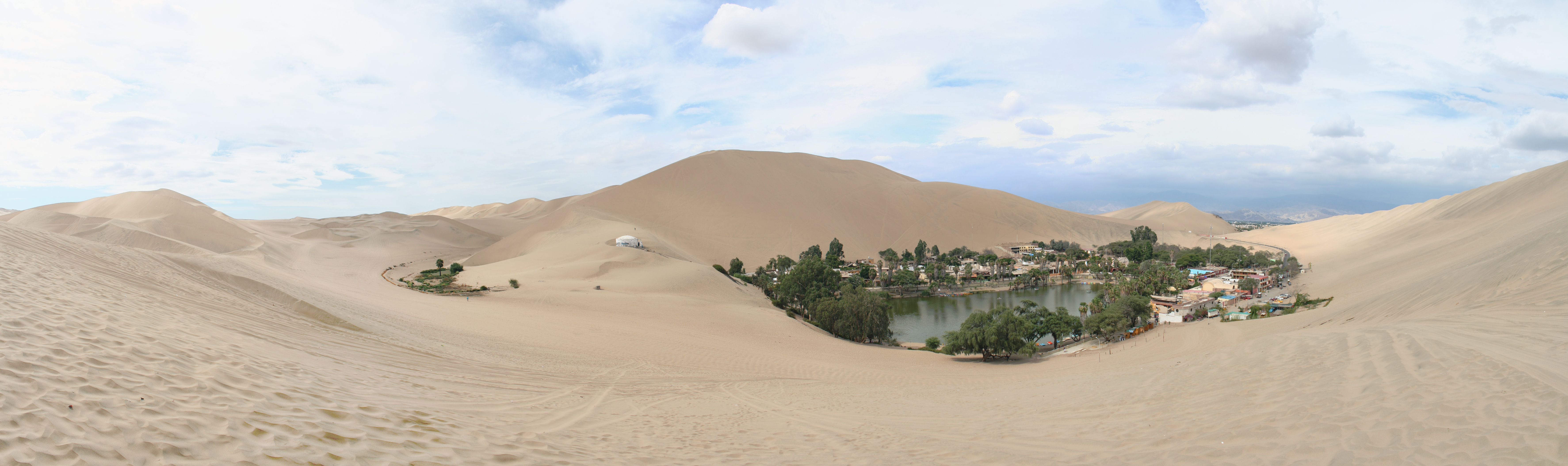
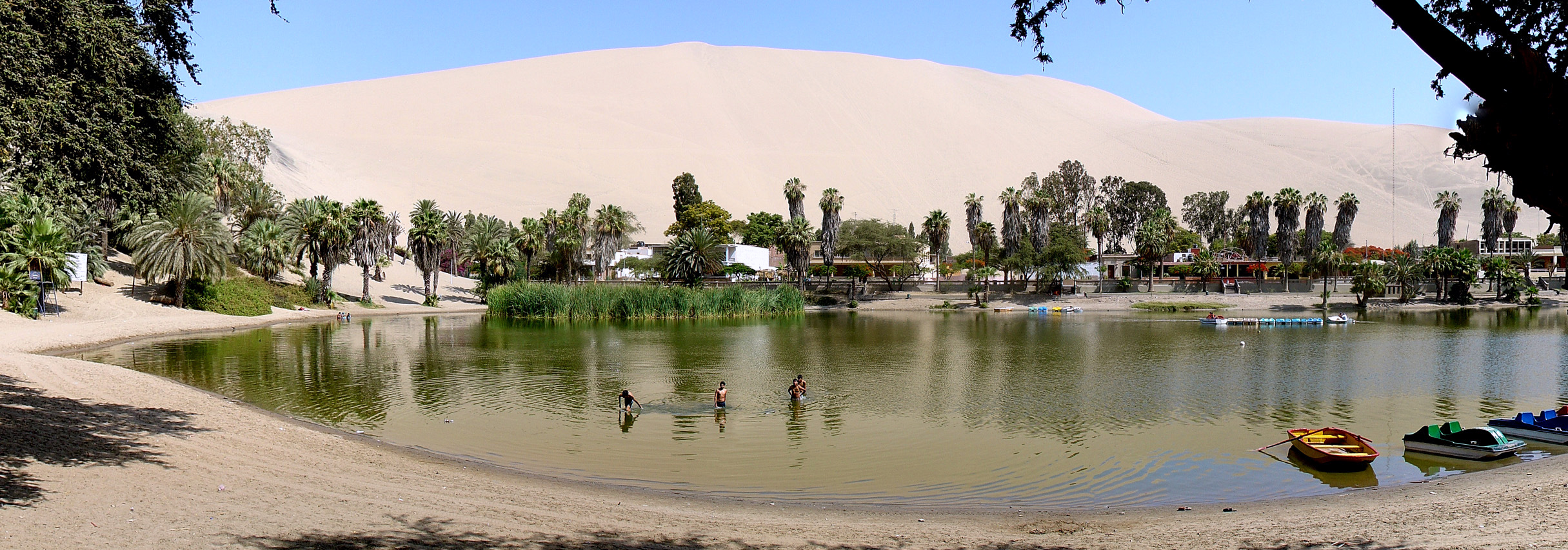
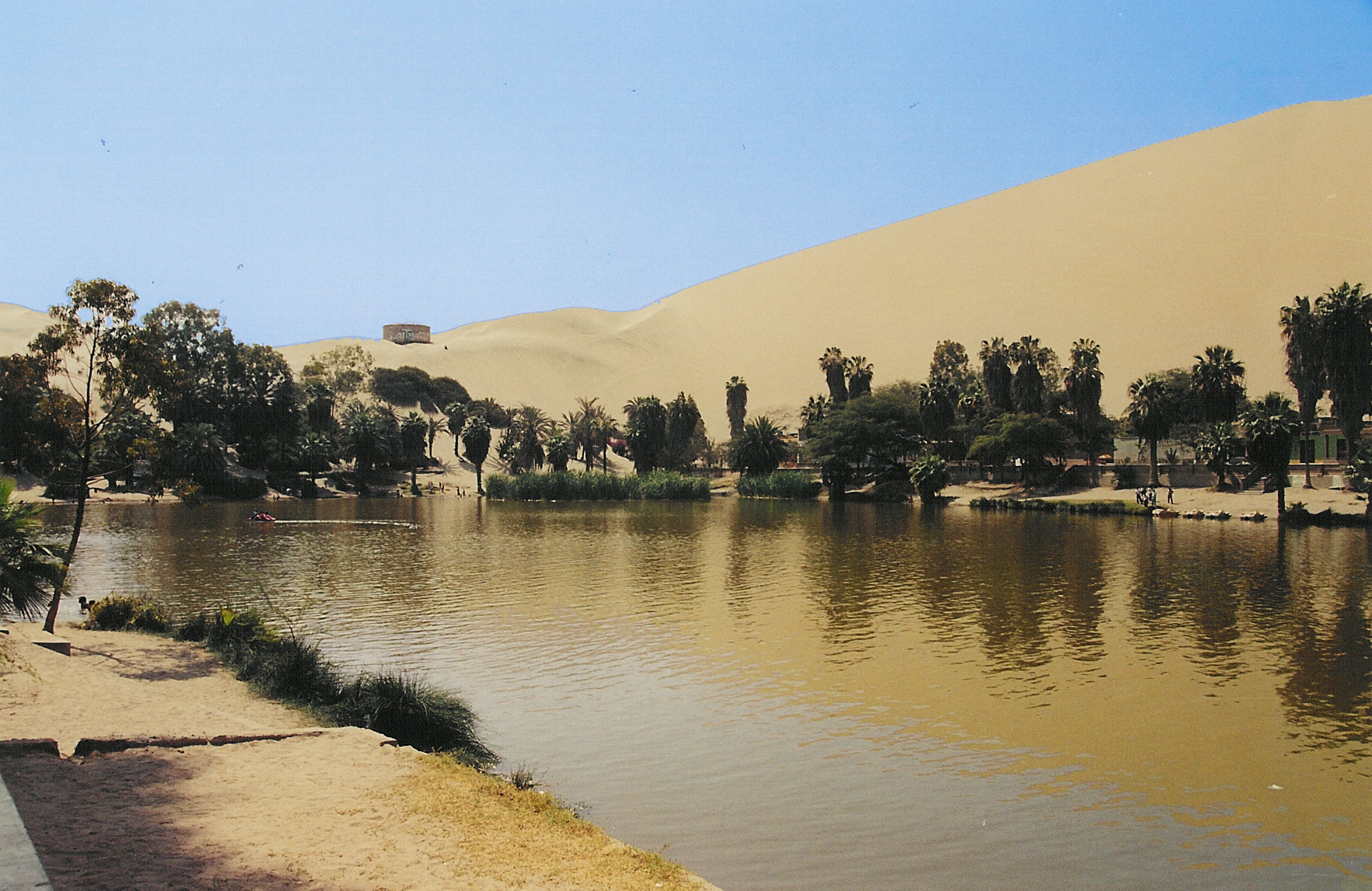
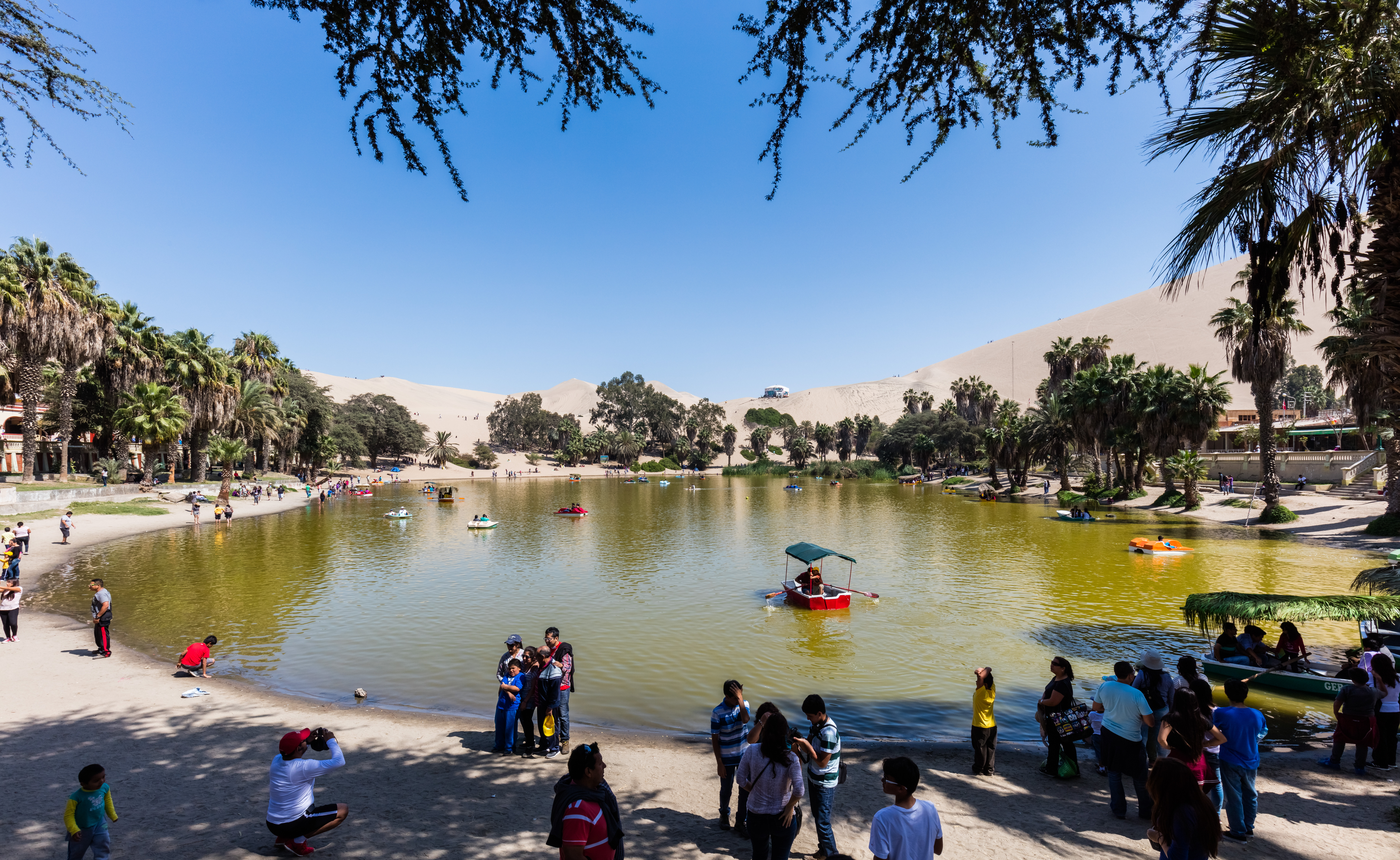
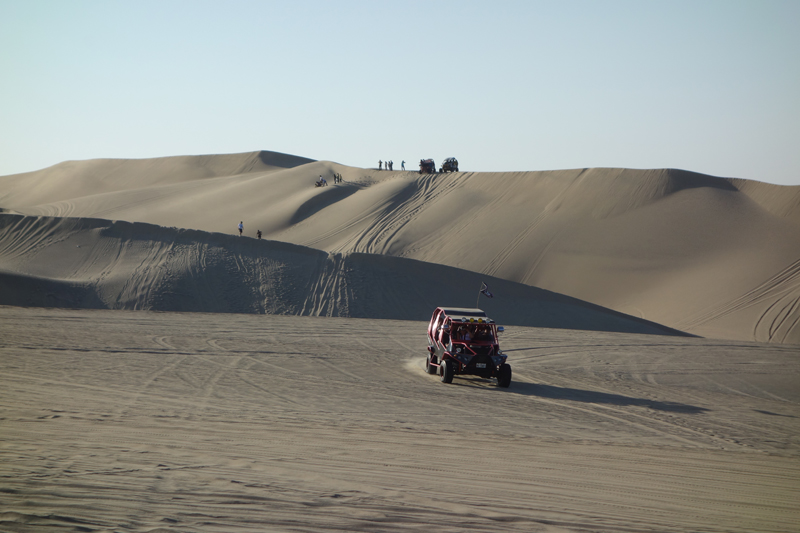